# يوسف العكشاوي
يوسف العكشاوي (بالهولندية: Youssef El Akchaoui)‏ لاعب هولندي من أصول مغربية, ولد في 18 فبراير 1981 في مدينة دوردريخت في هولندا. أصله من جماعة دار الكبداني في إقليم الناظور في منطقة الريف شمال المغرب.لعب في طفولته لفريق الهواة بأبلسردم وفينورد روتردام، الآن يلعب لفريق إن إي سي نايميخن ويلعب كمدافع.

## أرقام
| موسم    | النادي             | الدولة  | مبارات | أهداف |
| ------- | ------------------ | ------- | ------ | ----- |
| 2000/01 | إكسلسيور           | هولندا  | 9      | 1     |
| 2001/02 | إكسلسيور           | هولندا  | 30     | 2     |
| 2002/03 | إف سي أونيون برلين | ألمانيا | 11     | 0     |
| 2003/04 | آدو دينهاخ         | هولندا  | 22     | 1     |
| 2004/05 | آدو دينهاخ         | هولندا  | 33     | 1     |
| 2005/06 | آدو دينهاخ         | هولندا  | 28     | 0     |
| 2006/07 | إن إي سي نايميخن   | هولندا  | 23     | 1     |
| 2007/08 | إن إي سي نايميخن   | هولندا  | 18     | 2     |
| مجموع:  |                    |         | 174    | 8     |

## وصلات خارجية
- يوسف العكشاوي على موقع قاعدة بيانات كرة القدم.إي يو (الإنجليزية)
- يوسف العكشاوي على موقع Soccerway.com (الإنجليزية)
- يوسف العكشاوي على موقع عالم كرة القدم.نت (الإنجليزية)
- يوسف العكشاوي على موقع كووورة
- Profiel en statistieken van Youssef El akchaoui